# Утида, Сюнгику
Сигэко Утида (яп. 内田 滋子 Утида Сигэко, род. 7 августа 1959) — японская художница манги, романистка, эссеистка и актриса. Более известна под литературным псевдонимом Сюнгику Утида (яп. 内田春菊 Утида Сюнгику).

## Биография
Сигеко Утида родилась в городе Нагасаки, префектуре Нагасаки, в 1959 году. Её биологический отец ушёл из семьи, когда она и её младшая сестра учились в начальной школе. Её мать была учительницей танцев и хозяйкой бара, которая вскоре начала жить с другим преподавателем танцев, а позже снова вышла замуж. Когда Сюнгику Утида училась в средней школе, отчим часто заставлял её спать с ним. Её мать позволяла это, так как боялась опозориться на глазах общества. Одним из самых счастливых воспоминаний Сюнгику из её детства было получение пачки грубой бумаги в подарок от учительницы в четвёртом классе за то, что она сказала, что мечтает стать художником манги. Она хотела стать художницей манги, когда училась в начальной школе, но её биологическая мать и приёмный отец запретили ей рисовать мангу, поэтому она пряталась и риовала мангу небольших размеров.
Мать Сюнгику Утиды плохо относилась к ней, думая только о том, «как можно использовать её в своих интересах», и завидовала Сюнгику, у которой была хорошая успеваемость, говоря: «Если бы я была в твоём возрасте…».
В середине первого года учёбы в старшей школе она сбежала из дома и была вынуждена покинуть школу по решению руководства.
Затем она поступила в Университет Кэйо, специализируясь на философии на факультете литературы, но бросила учёбу. В настоящее время Утида представляет фирму по управлению талантами Knockout.
В 1979 году она поженилась в первый раз, но вскоре развелась.
Свои первые работы она опубликовала в эротических журналах. Вместе с другими художницами, работавшими для хентай-журналов, такими как Кёко Окадзаки, Эрика Сакуразава и Ёко Кондо, её иногда называют «онна-но-ко этти мангака» («женщиной, которая рисует хентайную мангу»).
Помимо карьеры художника манги, она также активно занимается музыкой и пишет романы. Она написала противоречивую полуавтобиографическую книгу под названием «Fatherfucker», по которой был снят фильм.

## Список работ

### Манга
| Японское название      | Транскрипция                 | Перевод                                | Год       |
| ---------------------- | ---------------------------- | -------------------------------------- | --------- |
| 南くんの恋人           | Минами-кун но коибито        | Возлюбленный Минами                    | 1987      |
| 一身上の都合           | Иссиндзё: ноцуго:            | Личные обстоятельства                  | 1988      |
| 呪いのワンピース       | Мадзинаи но ванпису          | Кусочек проклятия                      | 1993      |
| お前の母ちゃんBitch!   | Омаэ но каа-сан битти!       | Твоя мать — сучка!                     | 1994      |
| 私たちは繁殖している   | Ватаситати ва хансёкуситеиру | Мы размножаемся                        | 1994      |
| ナカユビ               | Накаюби                      | Средний палец                          | 1994      |
| 目を閉じて抱いて       | Ме о тодзите даите           | Закрой глаза и обними меня             | 1996-2000 |
| 出逢いが足りない私たち | Деаига таринаи ватаситати    | Нам не хватает встреч                  | 2001      |
| お一人様二つまで!      | Охитори-сама футаримаде!     | На одного человека — два!              | 2010      |
| マンガ日本性教育トーク | Манга нихон сеикё: ику       | Манга о сексуальном воспитании японцев | 2012      |
| あんころろん           | Анкоророн                    | —                                      | 2021      |

### Новеллы
| Японское название          | Транскрипция                      | Перевод                                   | Издательство            | Год  |
| -------------------------- | --------------------------------- | ----------------------------------------- | ----------------------- | ---- |
| ファザーファッカー         | Фаза: факка:                      | Fatherfucker (Отец-уёбок)                 | Bungeishunjū            | 1993 |
| キオミ                     | Киоми                             | Киоми                                     | Benesse                 | 1995 |
| あたしが海に還るまで       | Атаси га уми ни каэру мадэ        | Пока я не вернусь к морю                  | Bungeishunjū            | 1996 |
| あたしのこと憶えてる?      | Атаси но кото окуэтэру?           | Ты помнишь меня?                          | Синтёся                 | 1997 |
| 彼が泣いた夜               | Каре га кю:ита я                  | В ту ночь рыданий                         | Kadokawa Shoten         | 1998 |
| やっぱりあなたが一番いいわ | Яппари аната га итибан ий ва      | В конце концов, ты лучше всех             | Magazine House          | 1999 |
| 息子の唇                   | Мусуко но кутибиру                | Губы сына                                 | Shueisha                | 2000 |
| 犬のほうが嫉妬深い         | Ину но хо: га ситтобукай          | Собаки невероятно ревнивы                 | Kadokawa Shoten         | 2001 |
| いつの日か旅に出よう       | Ицу но хи ка таби ни дэё:         | Давай как-нибудь отправимся в путешествие | Chuokoron-Shinsha       | 2003 |
| 準備だけはあるのに、旅の   | Дзюмби дакэ ва ару но ни, таби но | Не нужно подготовиться к поездке          | Chuokoron-Shinsha       | 2004 |
| ぬけぬけと男でいよう       | Нукэнукэто отоко дэ иё:           | —                                         | Kadokawa Shoten         | 2004 |
| 気がつけば彼を見ている     | Ки га цукэба карэ о митэиру       | Смотрю на него, если замечаю              | Chuokoron-Shinsha       | 2006 |
| 私の中に答えはあるか       | Ватаси но нака ни котаэ ва ару ка | Есть ли во мне ответ                      | Kadokawa Shoten         | 2006 |
| その水の動く先             | Соно мидзу но угокусаки           | Там, где движется вода                    | Kadokawa Shoten         | 2007 |
| 手を取って君とダイブ       | Тэ во тоцуттэ кими то дайбу       | Возьму за руку и нырну с тобой            | Kobunsha                | 2007 |
| ドパミナジッ               | Допаминадзи                       | —                                         | Kadokawa Gakugei Shupan | 2010 |

## Участие

### Фильмография

#### Фильмы
| Название                         | Транскрипция                     | Перевод                                 | Год  | Роль                  |
| -------------------------------- | -------------------------------- | --------------------------------------- | ---- | --------------------- |
| 宇宙の法則                       | Утю: но хо:соку                  | Законы Вселенной                        | 1990 | Женщина из пары       |
| 夢魔                             | Мума                             | Кошмар                                  | 1994 | Акико Накацука        |
| ファザーファッカー               | Фаза: факка:                     | Fatherfucker (Отец-уёбок)               | 1995 | Певица                |
| ラブ・レター                     | Рабу рэта:                       | Любовное письмо                         | 1998 | —                     |
| 双生児                           | Со:сэйдзи                        | Близнецы                                | 1999 | Пациентка клиники     |
| 顔                               | Као                              | Лицо                                    | 2000 | Женщина из кофейни    |
| ビジターQ                        | Бидзита: кю:                     | Посититель Q                            | 2001 | Кэйко Ямадзаки        |
| ステーシー                       | Сутэ:си:                         | Стэйси: Атака зомби-школьниц            | 2001 | Капитан Сунага        |
| ウォーターボーイズ               | Во:та: бо:йдзу                   | Водяные мальчики                        | 2001 | Клиентка              |
| 赤目四十八瀧心中未遂             | Акамэ сидзю:я такисин дзю: митай | Акаме 48 Уотерфолз                      | 2003 | Проститутка           |
| 昭和歌謡大全集                   | Сё:ва каё: дайдзэнсю:            | Полная коллекция баллад эпохи Сёва      | 2003 | Ягимотомидори         |
| YUMENO                           | Юмено                            | Юмено                                   | 2005 | Томоми Саваи          |
| ひみつのアッコちゃん             | Химицу но Акко-тян               | Секрет Акко-тян                         | 2012 | Жена премьер-министра |
| 最近、蝶々は…                    | Сайкин, тё:тё: ва…               | В наши дни бабочки…                     | 2014 | Кацуко Коген          |
| ちょっとかわいいアイアンメイデン | Тётто каваий айамэйдэн           | Клуб пыток (Слегка милая железная дева) | 2014 | —                     |
| 幕が上がる                       | Маку га агару                    | Занавес поднимается                     | 2021 | —                     |

#### Драматические фильмы
| Название                  | Транскрипция                  | Перевод                          | Год  | Роль             |
| ------------------------- | ----------------------------- | -------------------------------- | ---- | ---------------- |
| ママは大ピンチ!!          | Мама ва оопинти!!             | Мама в большой беде!!!           | 1996 | —                |
| 家に五女あり              | Уэ ни годзё ари               | В моём доме пять женщин          | 2012 | Сидзука Китагава |
| ガンリキ 警部補・鬼島弥一 | Ганрики кэйбухо Онидзима Яити | Лейтенант Ганрики, Яити Онидзима | 2013 | Сатико Мидзуно   |

### Другое

#### Театральные постановки
| Название               | Транскрипция        | Перевод                 | Год  | Место                      |
| ---------------------- | ------------------- | ----------------------- | ---- | -------------------------- |
| ヴァギナ・モノローグス | Вагина моноро: гусу | Монологи вагины         | —    | —                          |
| 黒猫                   | Куронэко            | Чёрный кот              | —    | —                          |
| うさぎレストラン       | Усаги рэсуторан     | Ресторан «Кролик»       | 2014 | Зал «Роккокай»             |
| 地球星人               | Тикю: сэйдзин       | Человек с планеты Земля | 2024 | Tokyo Metropolitan Theatre |

#### Радиопередачи
| Название                                  | Транскрипция                               | Перевод                                               | Год  | Компания    |
| ----------------------------------------- | ------------------------------------------ | ----------------------------------------------------- | ---- | ----------- |
| Changeの瞬間 〜がんサバイバーストーリー〜 | Чейндж но сюнкан ~ Ган сабайба: суто:ри: ~ | Момент перемен 〜 История человека, пережившего рак〜 | 2022 | Asahi Radio |